# Любаниці
Любаниці (пол. Lubanice, нім. Laubnitz) — село в Польщі, у гміні Жари Жарського повіту Любуського воєводства.
Населення — 645 осіб (2011).
У 1975-1998 роках село належало до Зеленогурського воєводства.

## Демографія
Демографічна структура станом на 31 березня 2011 року:
|          | Загалом | Допрацездатний вік | Працездатний вік | Постпрацездатний вік |
| -------- | ------- | ------------------ | ---------------- | -------------------- |
| Чоловіки | 319     | 66                 | 229              | 24                   |
| Жінки    | 326     | 75                 | 200              | 51                   |
| Разом    | 645     | 141                | 429              | 75                   |